# TV Canção Nova Brasília
TV Canção Nova Brasília é uma emissora de televisão brasileira com sede em Brasília, no Distrito Federal. Opera no canal 42 UHF digital, e é uma emissora própria da TV Canção Nova.

## História
Entrou no ar em 1989, nomeada TV Apoio, atuando como emissora geradora, tendo já sido afiliada da TV Cultura e da TV Educativa. A origem do canal remete a produtora Apoio Comunicação, responsável pela gestão do canal desde sua criação. O canal entrou no ar no dia 15 de dezembro de 1989, em caráter experimental, transmitindo conteúdo local para a região de Taguatinga e conteúdo da Rede Brasil (TV Educativa do Rio de Janeiro). Em março de 1990, a TV Apoio passou a transmitir em caráter oficial.
Em meados de 2005, a TV Apoio estreou a Rede 2, programação alternativa focada principalmente em clipes musicais.
Em 12 de julho de 2006, a emissora se torna afiliada da TV Gazeta onde além de retransmitir programas da emissora paulistana, produzia matérias e tinha a opinião de comentaristas dos estúdios da TV Apoio para o Jornal da Gazeta em São Paulo (Ao Vivo para todo o Brasil), o acordo entre os canais tinha duração de três anos, porém, a parceria terminou em 2008 tendo a Gazeta sem sinal em todo o Distrito Federal e entorno.
Posteriormente, a Apoio Comunicação deu origem a uma série de empresas, entre elas a Apoio 3 Sistema de Comunicação que atua de maneira dissociada da emissora. Em 23 de julho de 2008, ficando esta a cargo da Rede Canção Nova por meio de um acordo operacional.
Em outubro de 2011, a TV Canção Nova Brasília estreou o programa Além da Notícia, que é retransmitido em todo o país, depois ficar três anos sem produzir nenhum programa.
A emissora iniciou suas transmissões digitais em 19 de setembro de 2015, pelo canal 42 UHF.
Em julho de 2016, o sinal analógico do 43 UHF foi desligado antecipadamente, dando início à migração do sinal analógico para o digital no Distrito Federal e entorno.

## Sinal digital
| Canal virtual | Canal digital | Resolução de tela | Programação                                                       |
| ------------- | ------------- | ----------------- | ----------------------------------------------------------------- |
| 55.1          | 42 UHF        | 1080i             | Programação principal da TV Canção Nova Brasília / TV Canção Nova |

Transição para o sinal digital
Com base no decreto federal de transição das emissoras de TV brasileiras do sinal analógico para o digital, a TV Canção Nova Brasília, bem como as outras emissoras de Brasília, cessou suas transmissões pelo canal 43 UHF em julho de 2016, seguindo o cronograma oficial da ANATEL.

## Programas
- Além da Notícia: Jornalístico, com Ronaldo da Silva.

### Programas extintos
- Apoio Acústico
- Apoio Cultural
- Baú do Rock
- Bay Park na TV
- Brasília Viva
- BSB TV
- Cafézinho com Henrique Chaves
- Cidade em Foco
- Click Musical
- Criolina
- Garagem
- Hip-hop na Tela
- Idéias com Reguffe
- Jornal 43
- Liliane Entrevista
- Liquidificador
- Mais Saúde
- Missa ao vivo
- Onda Viva
- Pop Music
- Programa Gracia Cantanhede
- Realidade
- Rock Music
- Saúde & Cia.
- Serviço 43
- Serra do Luar
- Tiro Livre
- Video Black Mix
- Vitrola
- Viver